# 보천사 (군산시)
보천사(寶泉寺)는 전북특별자치도 군산시 서수면의 축성산 기슭에 위치한 사찰이다. 대한불교조계종에 소속되어 있다.
창건 시기는 불분명하다. 백제 무왕 2년인 602년에 신라 승려 혜공이 창건했다고 하며, 고려 공민왕 원년인 1352년에 나옹이 중창했다는 설이 있다. 그러나 무왕 대에 백제 영토에 신라 승려가 절을 지었다는 것은 믿기 힘든 것으로 보고 있고, 1352년에 나옹은 원나라에 있었다는 사실로 보아 전설로 생각되고 있다. 이후 조선 중기에 고승인 추계당 유문이 머물렀다.
보천사의 법당 건물은 지붕 용마루에 청기와가 얹혀져 있었는데, 햇살이 비칠 때 아름다운 것으로 유명했다. 이에 일본인이 1924년에 법당을 사들인 뒤 건물 채 뜯어서 일본으로 가져가버리는 사건이 있었다. 보천사의 본사이던 위봉사 주지 곽법경이 몰래 보천사 건물과 불상을 일본인에게 매각해 이런 일이 벌어졌다는 사실이 밝혀져 "매불(買佛) 사건"으로 불리며 여론이 악화되었다. 보천사는 이때 폐사가 되었고, 남아 있는 기구는 숭림사로 옮겨졌다.
현재의 보천사 건물은 1936년에 옛 보천사 옆 언덕에 새로 짓고 1971년에 중수한 것이다. 유물로는 추계당의 부도를 포함한 부도 3기와 1970년대에 세워진 오층석탑이 있다.

## 같이 보기
- 축성산

## 참고자료
- “보천사”. 부다피아. 2008년 6월 3일에 확인함.[깨진 링크(과거 내용 찾기)]